# U 45 (U-Boot, 1938)
U 45 war ein deutsches U-Boot vom Typ VII B, das im Zweiten Weltkrieg von der Kriegsmarine eingesetzt wurde.

## Geschichte
Der Bauauftrag für das Boot wurde am 21. November 1936 an die Germaniawerft in Kiel vergeben. Die Kiellegung erfolgte am 23. Februar 1937, der Stapellauf am 27. April 1938, die Indienststellung unter Kapitänleutnant Alexander Gelhaar am 25. Juni 1938.
Das Boot gehörte bis zu seiner Versenkung am 14. Oktober 1939 als Ausbildungs- und Frontboot zur Unterseebootflottille „Wegener“ in Kiel. Es unternahm zwei Feindfahrten, auf denen es zwei Schiffe mit einer Gesamttonnage von 19.313 BRT versenken konnte.

## Einsatzstatistik

### Erste Feindfahrt
Das Boot lief am 19. August 1939 um 0:00 Uhr von Kiel aus und am 15. September 1939 um 17:03 Uhr wieder dort ein. Auf dieser 28 Tage dauernden und 4.799 sm über und 66,4 sm unter Wasser langen Unternehmung in den Nordatlantik nordwestlich von Irland wurden keine Schiffe versenkt oder beschädigt.

### Zweite Feindfahrt
Das Boot lief am 5. Oktober 1939 von Kiel aus und wurde am 14. Oktober 1939 im Nordatlantik versenkt. Auf dieser neun Tage dauernden Unternehmung in Nordatlantik wurden zwei Schiffe mit 19.313 BRT versenkt.
- 14. Oktober 1939: Versenkung des britischen Motorschiffes Lochavon (9.025 BRT). Das Schiff hatte 31.000 Kisten Trockenfrüchte geladen und befand sich auf dem Weg von Vancouver über Panama und Liverpool nach Glasgow und Southampton. Das Schiff gehörte zum Konvoi KJF-3 mit vier Schiffen. Es gab keine Toten.
- 14. Oktober 1939: Versenkung des französischen Dampfers Bretagne (Lage) (10.108 BRT). Der Dampfer hatte Stückgut geladen und befand sich auf dem Weg von Cristóbal (Panama) und Kingston (Jamaika) nach Le Havre. Das Schiff gehörte zum Konvoi KJF-3. Es gab sieben Tote.

## Verbleib
Am 14. Oktober 1939 wurde U 45 südwestlich von Irland auf der Position 50° 58′ N, 12° 7′ W im Marine-Planquadrat BE 3311 durch Wasserbomben der britischen Zerstörer Icarus, Inglefield, Ivanhoe und Intrepid versenkt. Alle 38 Besatzungsmitglieder fanden dabei den Tod.
U 45 hatte bis zu seinem Untergang keine Verluste unter seiner Besatzung zu beklagen.